# أليكسي كوزمينكوف
أليكسي ميخائيلوفيتش كوزمينكوف (بالروسية: Аleksey Mikhailovich Kuzmenkov؛ من مواليد 10 يونيو 1971) هو عقيد عام روسي عُيِّن نائبًا لوزير الدفاع الروسي للشؤون اللوجستية في 30 أبريل 2023. وقبل ذلك، كان نائب مدير الحرس الوطني الروسي. روسيا (روسغفارديا).

## مهنة عسكرية
ولد كوزمينكوف في 10 يونيو 1971 في هورليفكا، مقاطعة دونيتسك فيما كان يعرف آنذاك بجمهورية أوكرانيا الاشتراكية السوفيتية التابعة للاتحاد السوفيتي. بدأ مسيرته العسكرية في عام 1998، حيث انضم إلى القوات البرية الروسية، وتخرج من مدرسة فولسك العليا للوجستيات.
وفي عام 2011 عُيِّن نائباً لرئيس دائرة دعم الموارد في وزارة الدفاع. وفي العام التالي عُيِّن رئيسًا لقسم التخطيط والتنسيق اللوجستي بالوزارة.
وفي عام 2014، عُيِّن رئيسًا للأركان اللوجستية للقوات المسلحة للاتحاد الروسي.
- عين نائباً لقائد قوات المنطقة العسكرية الجنوبية لشؤون التموين المادي والفني عام 2018.
أصبح نائب كوزمينكوف مديراً للحرس الوطني الروسي في سبتمبر 2019.
في 30 أبريل 2023، أفادت مصادر إعلامية غربية أنه عُيِّن كوزمينكوف نائبًا لوزير الدفاع للشؤون اللوجستية، خلفًا للعقيد ميخائيل ميزينتسيف. ومن ثم يرأس هيئة الدعم المادي والفني للقوات المسلحة.

## الجوائز
حصل كوزمينكوف على وسام "من أجل الاستحقاق للوطن" من الدرجة الرابعة؛ وسام ألكسندر نيفسكي؛ وسام "الاستحقاق للوطن" من الدرجة الأولى؛ و وسام الاستحقاق للوطن من الدرجة الثانية.

## العقوبات
فرض الاتحاد الأوروبي عقوبات على كوزمينكوف في 21 يوليو 2022 لدوره في الغزو الروسي لأوكرانيا.
فرضت بلجيكا عقوبات على كوزمينكوف في 21 يوليو 2022 لدوره في الغزو الروسي لأوكرانيا.
فرضت فرنسا عقوبات على كوزمينكوف في 21 يوليو 2022 لدوره في الغزو الروسي لأوكرانيا.
فرضت سويسرا عقوبات على كوزمينكوف في 29 يوليو 2022 لدوره في الغزو الروسي لأوكرانيا.
فرضت اليابان عقوبات على كوزمينكوف في 7 أكتوبر 2022 لدوره في الغزو الروسي لأوكرانيا.
فرضت نيوزيلندا عقوبات على كوزمينكوف في 31 مارس 2023 لدوره في الغزو الروسي لأوكرانيا.